# Сабина Баварска
Сабина Баварска (на немски: Sabina von Bayern, Sabine von Württemberg; * 24 април 1492, Мюнхен; † 30 август 1564, Нюртинген) е родена херцогиня на Бавария и от 1511 г. съпруга на херцог Улрих от Вюртемберг. Бракът се проваля след четири години, следващите караници влияят силно на историята на Вюртемберг през първата половина на 16 век.

## Живот
Сабина е дъщеря на херцог Албрехт IV от Бавария и ерцхерцогиня Кунигунда Австрийска, дъщеря на император Фридрих III. Нейният чичо е по-късният император Максимилиан I.
Шестгодишната Сабина е сгодена по стратегически причини през 1498 г. за 11-годишния херцог Улрих от Вюртемберг (* 8 февруари 1487, † 6 ноември 1550, Тюбинген; през 1498 – 1519 и 1534 – 1550 г. херцог на Вюртемберг). През 1508 г. Сабина става на 16 години, но нейният 21-годишен годеник се интересува повече от Елизабет, дъщерята на маркграф Фридрих II от Бранденбург-Ансбах, която живее в Нюртинген.
Сабина се омъжва в Щутгарт на 2 март 1511 г., по нареждане на коронования вече за император Максимилиан I, за херцог Улрих. Празненството трае 14 дена, повече от 7000 гости били поканени. Гражданите са хранени безплатно около двореца на Щутгарт. Със сватбата Сабина трябва да се откаже от цялото си бащино и майчино наследство в Бавария.
През 1513 г. се ражда дъщеря им Анна. Бракът протича нещастно. Грубият ѝ съпруг има връзка с дъщерята на своя наследствен маршал, Урсула Тумб фон Нойбург, която се омъжва за щалмайстър Ханс фон Хутен, който Улрих убива по време на свада на 7 май 1515 г.
Няколко месеца след раждането на синът им Кристоф (* 12 май 1515) Сабина бяга от двореца в Нюртинген през ноември 1515 г. в двора на родителите си в Мюнхен. Нейните деца остават първо при баща им в Щутгарт. Войските на Улрих изгарят някои от дворците и селата на своя близък, баварският съветник Дитрих Шпет († 1 декември 1536), който е помощник в бягството на Сабина. Улрих отказва да ѝ плаща издръжка.
След смъртта на император Максимилиан I на 12 януари 1519 г. Улрих започва война против Швабския съюз през пролетта на 1519 г., който е под ръководството на херцог Вилхелм от Бавария. Улрих е победен от Швабския съюз и е изгонен. Съюзът завладява на 26 април дворец Хоентюбинген и завежда намиращите се там деца Анна и Кристоф при Сабина в Мюнхен. След изгонването на Улрих, Сабина и децата отиват да живеят в Урах. Там за нея се грижи Дитрих Шпет. През 1521 г. Сабина прави дарения на манастирите в Цвифалтен и Мархтал.
Когато херцог Улрих след битката при Лауфен (1534 г.) става отново господар над Вюртемберг, Сабина бяга с Дитрих Шпет, който е главен командир на победените австрийци, през Вайнгартен за Брегенц. Понеже няма пари Сабина отива през 1538 г. в Мюнхен при братята и сестрите си.
В края на 1550 г. Кристоф взема майка си обратно в Нюртинген и се грижи финансово за нея. Сабина основава в Нюртинген дом за вюртембергски вдовици и подарява почти всичките си пари. През 1552 г. тя взема официално протестантската вяра.
През 1563 г. Сабина пише завещанието си и умира, вероятно след мозъчен удар, на 30 август 1564 г. Погребана е до нейния необичан съпруг Улрих в манастирската църква в Тюбинген.

## Деца
- Анна (* 13 януари 1513; † 28 юни 1530, Урах от чума)
- Кристоф (* 12 май 1515, дворец Урах; † 28 декември 1568, Щутгарт).